# 大厩
 大厩（おおまや）は、千葉県市原市の市原地区にある大字。郵便番号は290-0002。

## 地理
市原市北部の市原地区に位置する町丁である。北東から東にかけて草刈と接し、南は辰巳台東および辰巳台西（辰巳台団地の町丁）、南西に山木、西から北にかけて菊間と接する。
北部・東部は村田川沿岸の平地であり、西部は菊間台地にあたる。

## 地価
住宅街の地価では2016年（平成28年）の公示地価によれば、大厩字川上台1389番11外の地点で32,800（円/m2）となっている。

## 歴史
地名については、古代の駅（うまや）との関連を主張する説がある。『延喜式』によれば上総国に「大前駅」という駅があるが、この「大前」を「おおまえ」と読んで大厩（おおまや）に比定する説がある。ただし大前駅の所在には諸説がある。このほか、馬牧との関連を主張する説もある。『飯香岡八幡宮由緒縁起本記』によれば、源頼朝が同社に寄進した土地の中に「大厩谷」があるという（ただし『飯香岡八幡宮由緒縁起本記』は近世の筆写として伝わるものである）。
江戸時代、『上総国村高帳』には「大厩村」とあり、『元禄郷帳』や『天保郷帳』には「大馬屋村」と記されている。江戸時代には旗本領であったが、明治元年（1868年）7月には宮谷県管轄となり、同年8月に菊間藩領に移管された。明治4年（1871年）の廃藩置県により菊間県、同年末の府県統合により木更津県へと所属が変わり、1873年（明治6年）、千葉県に所属した。
1889年（明治22年）、町村制の施行に伴い、菊間村・古市場村・大厩村・草刈村が合併して、行政村としての菊間村が成立した。かつての大厩村は、新たな菊間村の大字「大厩」になった。
昭和の大合併により、菊間村は1955年（昭和30年）に市原町の一部となり、大厩もその大字となった。辰巳台団地の開発に伴い、1960年（昭和35年）に大字「大厩」の一部が「辰巳台」として割出される。1963年（昭和38年）、市原町は市制を施行し市原市となった。

## 世帯数と人口
2017年（平成29年）11月1日現在の世帯数と人口は以下の通りである。
| 町丁字 | 世帯数    | 人口    |
| ------ | --------- | ------- |
| 大厩   | 2,052世帯 | 4,457人 |

## 通学区域
市立小学校・市立中学校及び県立高等学校の通学区域は以下の通りである。
| 町丁字 | 番地 | 小学校                 | 中学校               |
| ------ | ---- | ---------------------- | -------------------- |
| 大厩   | 一部 | 市原市立菊間小学校     | 市原市立菊間中学校   |
| 大厩   | 一部 | 市原市立辰巳台西小学校 | 市原市立辰巳台中学校 |
| 大厩   | 一部 | 市原市立白幡小学校     | 市原市立辰巳台中学校 |

## 施設
- 延命寺[12][18]
- 十二天神社
- 駒形神社[12][19]
- 琴平神社
- 日宮神社

## 交通

### 道路
「大厩通り」の愛称を持つ市原市道26号線が域内を南北に貫いている。

### バス
路線バスとして、小湊鉄道バス塩田営業所の千08系統が、平日の午前に1日1本千葉駅方向へのみ運行されていたが、2024年4月8日のダイヤ改正にて時刻表上から消滅した(ダイヤ改正の案内に記載が無いため廃止か休止かは不明)。
付近を走る別の路線としては、八幡宿駅東口と千葉労災病院を結ぶ路線が通る辰巳団地バス停等が利用可能(駒形神社から徒歩20分程度)。